# Montegrosso
Montegrosso (korziško Montegrossu) je naselje in občina v francoskem departmaju Haute-Corse regije - otoka Korzika. Leta 2006 je naselje imelo 397 prebivalcev.

## Geografija
Kraj leži na severozahodu otoka Korzike 91 km jugozahodno od središča Bastie.

## Uprava
Občina Montegrosso skupaj s sosednjimi občinami Calenzana, Galéria, Manso, Moncale in Zilia sestavlja kanton Calenzana s sedežem v Calenzani. Kanton je sestavni del okrožja Calvi.

## Zanimivosti
- romanska cerkev sv. Rainiera iz 11. stoletja,
- župnijska cerkev sv. Avguština,
- baročna cerkev sv. Vida iz konca 18. stoletja, zaselek Lunghignano.